# Typhon (Mythologie)

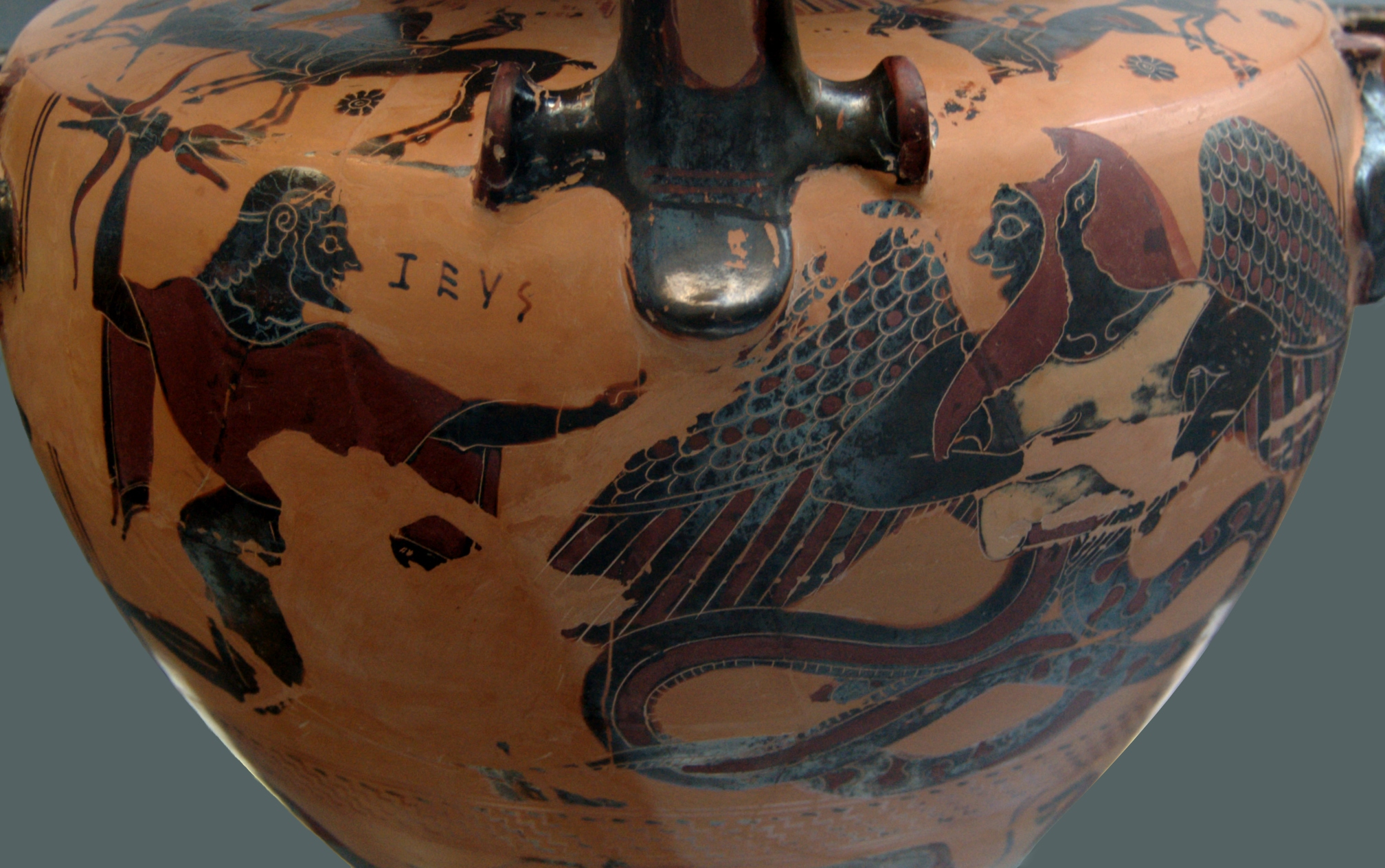
Zeus schleudert einen Blitz gegen Typhon, schwarzfigurige Hydria, um 550 v. Chr., Staatliche Antikensammlungen München (Inv. 596)

Typhon (altgriechisch Τυφῶν Typhṓn, auch Τυφωεύς Typhōeús, Τυφάων Typháōn) ist als Sohn der Gaia und des Tartaros ein Mischwesen der griechischen Mythologie.
Gaia vereinte sich mit dem Tartaros, um sich für die Niederlage ihrer Kinder, der Titanen und Giganten, an Zeus zu rächen. Sie gebar den Typhon in den Korykischen Grotten bei Korykos in Kilikien im südöstlichen Kleinasien, so dass er ebenso wie Zeus in seiner eigenen Jugend ungestört heranwachsen konnte. Er wurde als unbeschreiblich grässliches Ungeheuer, als himmelhoher Riese mit zahlreichen Drachen- und Schlangenköpfen vorgestellt, die entweder seinen Haaren, seinen Schultern oder seinen Händen entwuchsen und in der Sprache der Götter und vieler Tiere sprechen konnten. Sein Unterleib endete in zwei mächtigen Schlangenleibern anstelle der Beine. Im Kampf um die Vorherrschaft über die Welt unterlag er in fürchterlichem Götterkampf schließlich Zeus.
Die späthellenistischen Griechen setzten Typhon mit dem ägyptischen Gott Seth gleich.

## Etymologie
Typhon kommt in der griechischen Mythologie die Rolle des Vaters der warmen und gefährlichen Winde zu. Dies steht in Verbindung zum griechischen τύφειν týphein, deutsch ‚rauchen‘, von dem sich das Wort τυφῶν typhṓn wahrscheinlich ableitet, ebenso wie das persische طوفان Ṭūfān, deutsch ‚Sturm‘. Die Araber erweiterten diesen Begriff um die tropischen Wirbelstürme im Indischen Ozean, woraus sich wahrscheinlich der heutige Begriff Taifun ableitet. Sehr ähnlich in Aussprache und Bedeutung ist das chinesische 颱風 tái fēng, deutsch ‚Taifun‘. Ob es eine linguistische Verbindung zwischen beiden Begriffen gibt, ist nicht bekannt.

## Hera und Typhon
In einer Variante des Mythos ist nicht Gaia, sondern Hera die Mutter des Typhon. Hera ist über Zeus erzürnt, der ohne ihre Beteiligung und Mutterschaft die Göttin Athene aus seinem Kopf geboren hat. Nun will Hera es ihm gleichtun und ohne Zeus’ Beteiligung ein Schrecken erregendes und dadurch auch im Olymp Respekt erzwingendes Geschöpf aus sich gebären.
Sie bittet Gaia um diese Gunst, Gaia gewährt sie, und nach Ablauf der Zeit gebiert Hera den Typhon, den sie in Pflege und Wacht eines bei Delphi hausenden weiblichen Drachen gibt, der Python, die später von Apollon erschossen wird.

## Der Kampf mit Zeus
Nachdem er groß geworden war, stieg er zum Olymp empor, wo er die Götter mit seinem Gebrüll aus hundert Kehlen so verängstigte, dass sie nach Ägypten flohen, wo sie sich als Tiere versteckten. So verwandelte sich Zeus in einen Widder – während Athene als einzige standgehalten hatte und Zeus und die anderen verspottete. Zeus nahm endlich wieder seine ursprüngliche Gestalt an und stellte sich dem Typhon zum Kampf. Von einem Blitz des Zeus getroffen, floh Typhon zum Berg Kasion, wo es erneut zum Kampf kam. Im entstehenden Kampfgemenge konnte Typhon den Zeus mit seinen zahlreichen Armen so umschlingen, dass er ihm schließlich die Sichel, die schon den Uranos entmannt hatte, entwenden konnte. Er trennte die Sehnen des Zeus aus dessen Leib und gab diese der Delphyne, einem Ungeheuer, das in der korykischen Höhle wohnte, in der er geboren worden war. Und dort wurde Zeus nun auch versteckt. Hermes fand den hilflosen Zeus endlich, lenkte Delphyne ab, stahl ihr die Sehnen und gab sie Zeus zurück.
Zeus holte sich vom Olymp einen neuen Vorrat an Donnerkeilen, da ihm auch diese von Typhon entwendet worden waren, und stellte sich Typhon erneut zum Kampf. Dieser musste sich auf den Berg Nysa zurückziehen, wo er, dem Rat der Schicksalsgöttinnen folgend, Nahrung zu sich nahm, wie sie auch die Menschen essen – Eintagsfrüchte, die ihn nur vorübergehend stärken sollten. Im Vertrauen auf seine nur scheinbar wiedergewonnene Kraft trat er Zeus auf dem thrakischen Berg Haimos entgegen und warf riesige Steine auf diesen, der mit Blitz und Donner antwortete und Typhon übel zurichtete. Das hier vergossene Blut des Typhon soll dem Berg den Namen gegeben haben, denn αἷμα haíma ist die griechische Bezeichnung für „Blut“.
Typhon floh nach Sizilien und Zeus warf den Ätna auf Typhon. Seitdem ist Typhon unter dem Ätna gefangen. In seiner Wut ließ er den Ätna immer wieder erbeben sowie Feuer und Gestein spucken.

## Nachkommen
Bevor Typhon besiegt wurde, zeugte er mit seiner Gemahlin Echidna mehrere Ungeheuer: den dreiköpfigen Kerberos, der den Eingang zum Hades bewacht, den zweiköpfigen Orthos, die Sphinx, die Chimära, die Hydra und den Adler Aithon.

## Rezeption
Typhon ist eine zentrale Figur in Gustav Klimts Beethovenfries aus dem Jahr 1902 in der Wiener Secession.